# Poecilia parae
Poecilia parae är en fiskart som beskrevs av Eigenmann, 1894. Poecilia parae ingår i släktet Poecilia och familjen Poeciliidae. Inga underarter finns listade i Catalogue of Life.